# Uloma collaris
Uloma collaris – gatunek chrząszcza z rodziny czarnuchowatych i podrodziny Tenebrioninae.
Gatunek ten został opisany w 1921 roku przez Hansa Gebiena, który jako miejsce typowe wskazał Wyspę Książęcą.
Czarnuch o ciele długości około 9-11 mm. Wierzch przedplecza i pokryw jednolicie ciemny. Bródka u samców z dwoma dołkami bez szczecin. Przód przedplecza samców z wyraźnym wgłębieniem. Pokrywy jajowate. Ostatni widoczny sternit odwłoka nieobrzeżony. Wierzchołkowa część edeagusa z rozszerzonym i ściętym wierzchołkiem. Przednie odnóża samców o gwałtownie poszerzonych goleniach w najwyżej dystalnych ⅔.
Chrząszcz afrotropikalny, znany wyłącznie z Wysp Świętego Tomasza i Książęcej.